# نيجل بروس
نيجل بروس (بالإنجليزية: Nigel Bruce)‏ هو ممثل بريطاني، ولد في 4 فبراير 1895 في المكسيك، وتوفي في 8 أكتوبر 1953 بسانتا مونيكا في الولايات المتحدة بسبب نوبة قلبية.

## أعمال

### أفلام
- (1934) جزيرة الكنز
- (1939) كلب آل باسكرفيل
- (1939) مغامرات شرلوك هولمز
- (1940) ريبيكا
- (1941) الشك
- (1942) شرلوك هولمز وصوت الإرهاب
- (1943) المرأة العنكبوت
- (1943) شرلوك هولمز يواجه الموت
- (1943) هولمز في واشنطن
- (1943) هولمز والسلاح السري
- (1944) المخلب القرمزي
- (1944) المرأة في الأخضر
- (1944) لؤلؤة الموت
- (1944) مغامرة البحر
- (1945) السعي إلى الجزائر
- (1945) بيت الخوف
- (1946) ارتدت الفستان لتقتل
- (1946) الإرهاب ليلا
- (1952) أضواء المسرح

## وصلات خارجية
- نيجل بروس على موقع IMDb (الإنجليزية)
- نيجل بروس على موقع الموسوعة البريطانية (الإنجليزية)
- نيجل بروس على موقع ألو سيني (الفرنسية)
- نيجل بروس على موقع تيرنر كلاسيك موفيز (الإنجليزية)
- نيجل بروس على موقع أول موفي (الإنجليزية)
- نيجل بروس على موقع قاعدة بيانات برودواي على الإنترنت (الإنجليزية)
- نيجل بروس على موقع قاعدة بيانات الأفلام السويدية (السويدية)
- نيجل بروس على موقع إن إن دي بي (الإنجليزية)
- نيجل بروس على موقع قاعدة بيانات الفيلم (الإنجليزية)